# Wiązowiec południowy
Wiązowiec południowy (Celtis australis) – gatunek drzewa z rodziny konopiowatych. Naturalnie występuje w Azji Zachodniej, Afryce Północnej i na południu Europy. Sadzone coraz częściej m.in. w Europie Środkowej, na obszarach o łagodnej zimie, jako drzewo ozdobne i uliczne. Owoce ma jadalne, dość smaczne i słodkie.

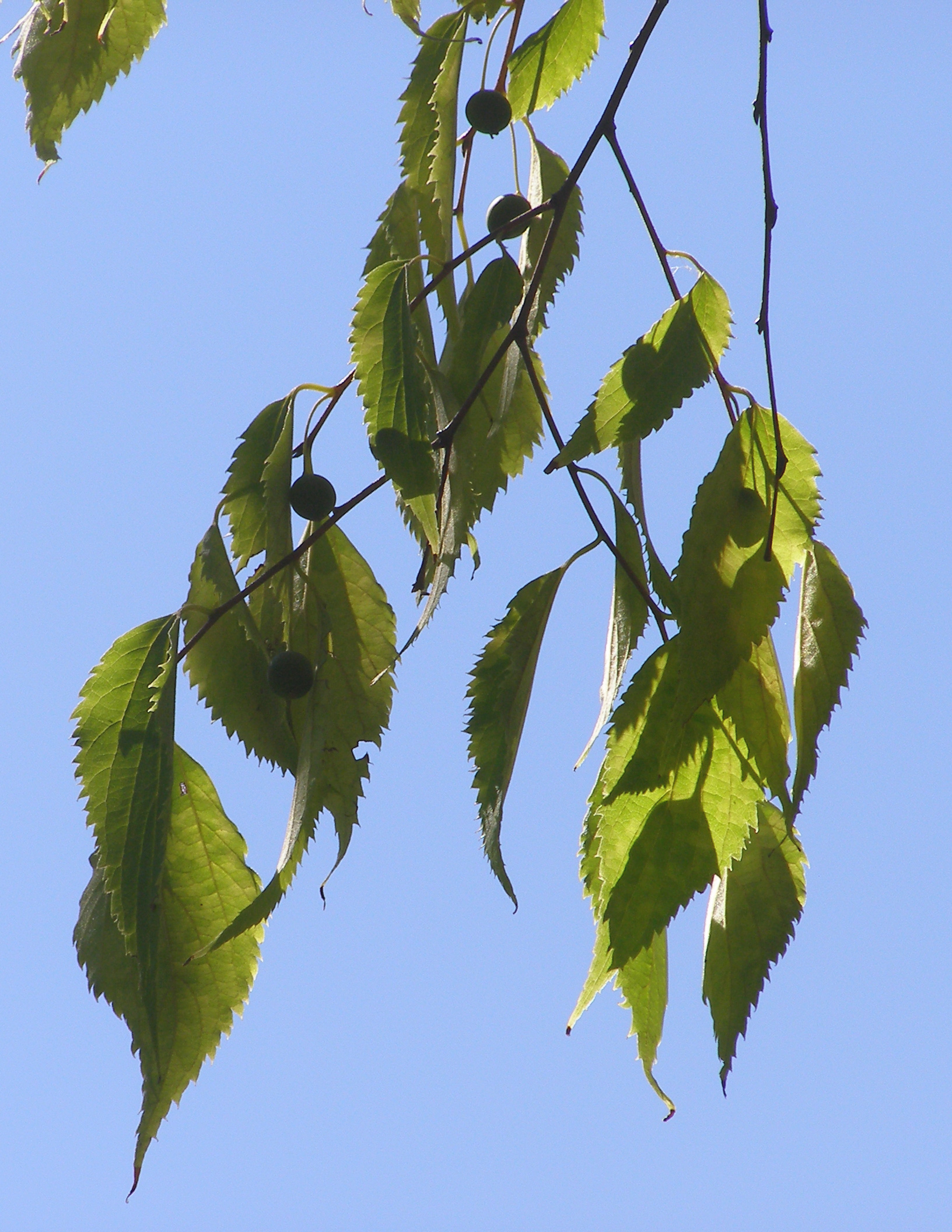
Liście i owoce

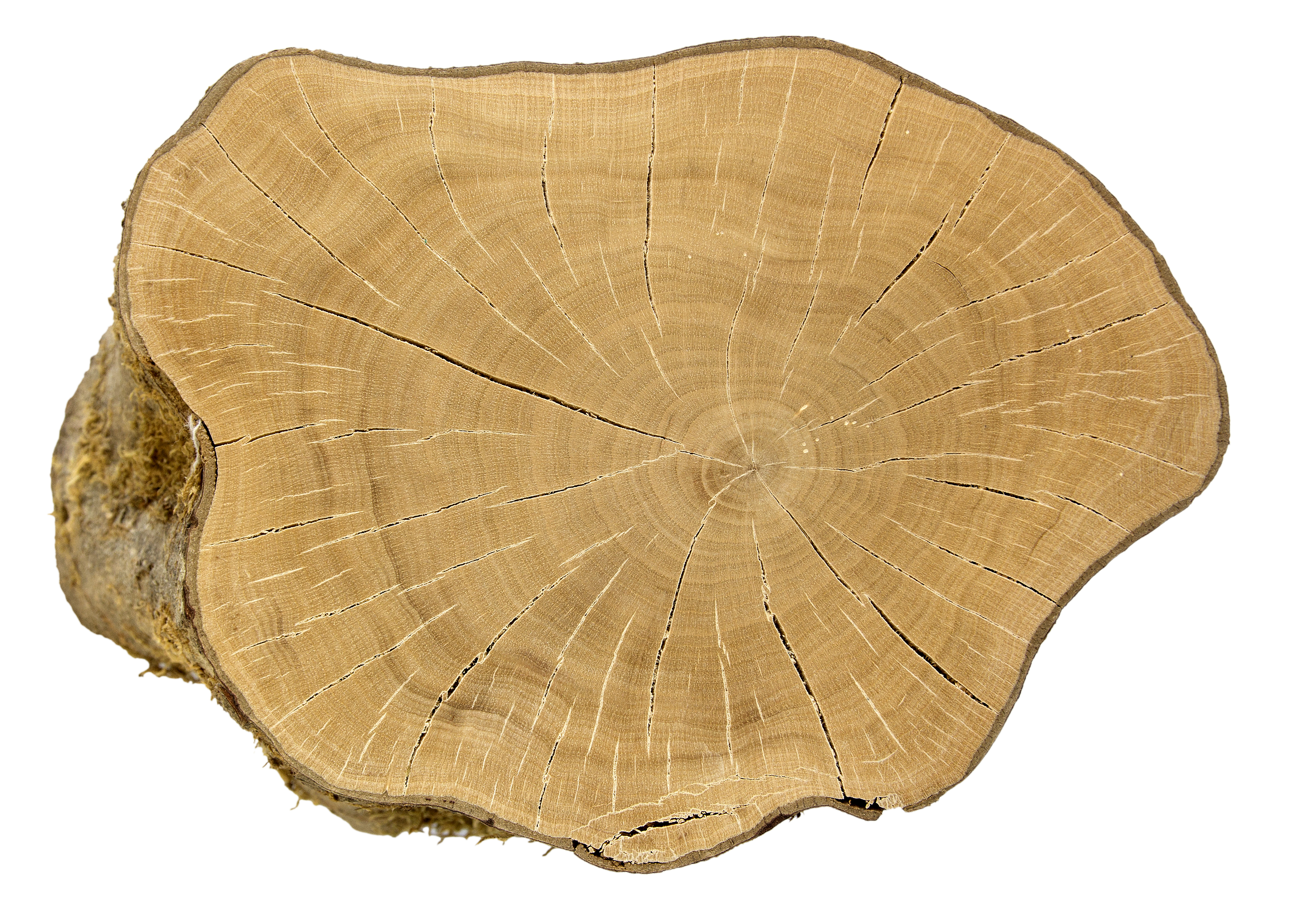
Przekrój poprzeczny pnia

## Morfologia
PokrójKorona kuliście sklepiona, często bardzo rozłożysta, albo zwieszająca się na jedną stronę. Osiąga 20-25 metrów wysokości.
PieńKora Gładka, równa, ołowianoszara lub bladobrunatnawa, bez wydatnej sieci bruzdek.
LiścieDługości 5-15 cm, lancetowato-podłużne albo podłużno-owalne, z bardzo długim, smukłym wierzchołkiem i ostro ząbkowanym brzegiem – ząbki skierowane ku przodowi. Nasada liścia zaokrąglona i prawie całobrzega, nieco falista. Liście na wierzchu lekko, szorstko owłosione, matowe i ciemnozielone, a od spodu jaśniejsze i jedynie delikatnie, białawo owłosione, szczególnie wzdłuż linii nerwów. Ogonek liściowy ma 1-1,5 cm długości. Wierzchołki liścia są często skręcone, szczególnie zaraz po rozwinięciu się.
KwiatyNiepozorne, żółtawozielone. Kwitnie od marca do kwietnia.
OwocePestkowce. Występują pojedynczo na długich szypułkach, wyrastających z pachwin liści. Są kulisto-podłużne, o grubości około 1 cm, w stanie dojrzałym brunatnoczerwone do czarnych.

## Biologia i ekologia
Drzewo zaliczane do tzw. żelaznych. Często sadzone w parkach i ogrodach. Odporne na choroby i zmiany klimatyczne. Drewno bardzo twarde.